# Witgezichtoeistiti
De witgezichtoeistiti (Callithrix geoffroyi) of Geoffroy-pinché is een zoogdier uit de familie van de klauwaapjes (Callitrichidae). De wetenschappelijke naam van de soort werd voor het eerst geldig gepubliceerd door Alexander von Humboldt in 1812.

## Kenmerken
Het aangezicht van deze aap is oranjekleurig, omlijst door een zilverkleurige baard en voorhoofdsvacht. De bovenzijde van de rug is getooid met een licht- tot donkergrijze vacht, die wordt afgewisseld met oranjekleurige plekken. De onderzijde bevat een donkergrijze tot zwarte vacht. De lange, bossige staart is licht- tot donkergrijs geringd. De kaken zijn bezet met lange hoektanden. De lichaamslengte bedraagt 20 cm, de staartlengte 29 cm en het gewicht 350 gram.

## Leefwijze
Dit in groepsverband levende dier knaagt met de lange hoektanden gaten in boombast, die als zijn eigendom worden gemarkeerd met geurstoffen uit de anaalklieren. De uitvloeiende gom wordt op een later tijdstip weggeschraapt. Zijn voedsel bestaat uit vruchten en insecten. Elke groep bevat slechts één paartje dat jongen krijgt.

## Verspreiding
Deze soort komt voor in de tropische wouden van oostelijk Zuid-Amerika (Brazilië). Deze aap komt minder in oerbossen voor dan in de secundaire bossen die ontstaan door nieuwe opslag na houtkap of andere verstoring.